# Upravna delitev Slovenije
Upravna delitev Slovenije je izvedena za potrebe optimizacije raznih upravno-birokratskih strani med državljani Slovenije in samo državo.

## Upravne enote
Upravne enote so bile ustanovljene 1. 1. 1995, ko se je državna uprava popolnoma ločila od lokalne samouprave. Danes 58 upravnih enot skrbi za izvajanje vseh upravnih nalog, ki ne sodijo v domeno lokalne samouprave in ki ne sodijo v domeno posebnih upravnih enot določenih ministrstev (npr. Carinska uprava Republike Slovenije).
| - UE Ajdovščina - UE Brežice - UE Celje - UE Cerknica - UE Črnomelj - UE Domžale - UE Dravograd - UE Gornja Radgona - UE Grosuplje - UE Hrastnik - UE Idrija - UE Ilirska Bistrica - UE Izola - UE Jesenice - UE Kamnik | - UE Kočevje - UE Koper - UE Kranj - UE Krško - UE Laško - UE Lenart - UE Lendava - UE Litija - UE Ljubljana - UE Ljutomer - UE Logatec - UE Maribor - UE Metlika - UE Mozirje - UE Murska Sobota | - UE Nova Gorica - UE Novo mesto - UE Ormož - UE Pesnica - UE Piran - UE Postojna - UE Ptuj - UE Radlje ob Dravi - UE Radovljica - UE Ravne na Koroškem - UE Ribnica - UE Ruše - UE Sevnica - UE Sežana - UE Slovenj Gradec | - UE Slovenska Bistrica - UE Slovenske Konjice - UE Šentjur pri Celju - UE Škofja Loka - UE Šmarje pri Jelšah - UE Tolmin - UE Trbovlje - UE Trebnje - UE Tržič - UE Velenje - UE Vrhnika - UE Zagorje ob Savi - UE Žalec |

## Statistične regije
Za potrebe vzdrževanja državne statistike s strani Statističnega urada Republike Slovenije je celotna Slovenija razdeljena na 12 statističnih regij, saj lahko tako bolj učinkovito izvajajo statistiko. Večina statističnih regij temelji na že obstoječi občinski porazdelitvi.
Urejanje vprašanj regionalnega razvoja v okviru EU je botrovalo tudi delnemu preoblikovanju dosedanjih 12 statističnih regij:
1. Pomurska regija
2. Podravska regija
3. Koroška regija
4. Savinjska regija
5. Zasavska regija
6. Posavska regija
7. Jugovzhodna Slovenija
8. Osrednjeslovenska regija
9. Gorenjska regija
10. Primorsko-notranjska regija
11. Goriška regija
12. Obalno-kraška regija

## Volilne enote
- 1. volilna enota
- 2. volilna enota
- 3. volilna enota
- 4. volilna enota
- 5. volilna enota
- 6. volilna enota
- 7. volilna enota
- 8. volilna enota
- 9. volilna enota
- 10. volilna enota

## Občine v Sloveniji
Občine so danes opredeljene kot najvišji in samostojni del lokalne samouprave. Trenutno (2017) je Slovenija razdeljena na 212 občin.